# Zygopetalum maculatum

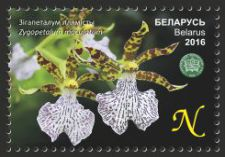
Selo da Bielorrússia

Zygopetalum maculatum é uma espécie de orquídea nativa do Peru, Bolívia e Brasil . As plantas estão situadas principalmente em áreas planas, muito úmidas, cobertas de musgo e semi-pantanosas em altitudes de 1100 a 2500 metros.

## Taxonomia
A espécie foi descrita em 1970 por Leslie A. Garay. 
Os seguintes sinônimos já foram catalogados:  
- Dendrobium maculatum  Kunth
- Eulophia mackaiana  Lindl.
- Zygopetalum bolivianum  Schltr.
- Zygopetalum brachypetalum  Lindl.
- Zygopetalum brachypetalum pallidum  Cogn.
- Zygopetalum intermedium  Lodd.
- Zygopetalum intermedium peruvianum  Rolfe
- Zygopetalum mackaii  Hook.
- Zygopetalum mackaii intermedium  Mutel
- Zygopetalum mackaii intermedium  (Lodd. ex Lindl.) G.Nicholson
- Zygopetalum mackaii minor  Rollisson
- Zygopetalum mackaii parviflorum  Regel
- Zygopetalum mackaii pictum  Regel
- Zygopetalum mackayi  Hook.
- Zygopetalum massangei  Jacob-Makoy ex T.Moore & Mast.
- Zygopetalum pallidum  (Cogn.) Rolfe
- Zygopetalum protheroeanum  Rolfe
- Zygopetalum rivieri  Carrière
- Zygopetalum sincoranum  V.P.Castro & Campacci
- Broughtonia maculata  (Kunth) Spreng.
- Maxillaria maculata  (Kunth) Lindl.

## Descrição
Zygopetalum maculatum tem uma inflorescência de 40 centímetros de comprimento com oito a doze flores perfumadas. As flores tem de 4 a 8 centímetros largura, e são verdes com manchas marrom-avermelhadas com um labelo branco marcado com violeta.
As flores polinizadas com sucesso fecham-se ligeiramente para indicar polinização. As flores polinizadas permanecem saudáveis e coloridas por até três meses, mas flores não polinizadas murcham após um mês.

## Forma de vida
É uma espécie epífita, rupícola, terrícola e herbácea. 

## Conservação
A espécie faz parte da Lista Vermelha das espécies ameaçadas do estado do Espírito Santo, no sudeste do Brasil. A lista foi publicada em 13 de junho de 2005 por intermédio do decreto estadual nº 1.499-R. 

## Distribuição
A espécie é encontrada nos estados brasileiros de Bahia, Espírito Santo, Minas Gerais, Paraná, Rio de Janeiro, Santa Catarina e São Paulo. A espécie é encontrada nos  domínios fitogeográficos de Caatinga, Cerrado e Mata Atlântica, em regiões com vegetação de campos de altitude, campos rupestres, floresta estacional semidecidual, floresta ombrófila pluvial, mata de araucária e vegetação sobre afloramentos rochosos.